# أسواق سلا
تعتبر أسواق سلا المغربية، مثل "السوق الكبير و"سوق الغزل"، من بين أكثر الأسواق أصالة وقِدما في المغرب. هي محمية بالجدار الذي أقيم ضد هجمات القراصنة الإسبان، كما أنّ الأزقة الضيقة المغطاة بخشب العفص، والتي يعود تاريخها أحيانًا إلى ما لا يقل عن خمسة قرون، تحمي أكشاك القماش، والنعال، والتوابل، أو أكشاك المجوهرات التي كان يحتفظ بها اليهود سابقًا.
تتمتع أسواق سلا التي تنظمها الأحياء والتجار بشعبية كبيرة بفضل تضمّنها الحرف اليدوية. تبيع «القيسارية» الأقمشة والمجوهرات. في عام 1912، اعتُبر شارع بائعي الخيوط ونصف شارع صانعي الأحذية تقريبًا جزءًا من القيسارية الذي امتد دون انقطاع لحوالي 2500 متر مربع. تتقاطع عدة شوارع في هذا السوق، أهمها شارع «الخرازين» (صانعو الأحذية) وشارع «الحراتين» (بائعو خيوط الحرير). يعتبر سوق الغزال سوق مزادات؛ كما يباع الصوف الخام أو المصبوغ في أكوام هناك. وهي أيضًا أكبر ساحة في المدينة.
قيسارية السواري هي المركز الرئيسي لبيع الأقمشة والصوف، ويقال أنه تم افتتاح حوالي عشرين متجراً. السوق الكبير متخصص في بيع الأقمشة والملابس التقليدية مثل الجلابة والنعال والطربوش. هذا السوق كان سوق رقيق مسيحي سابق. يفتح سوق السبت فقط في هذا اليوم. سوق العطارين هو أحد أسواق التوابل الرئيسية.
سوق المرزوق مُخصّص للمجوهرات وصناع السِّلال. ويعتبر سوق الخميس، أحد أقدم الأسواق في المدينة، تُباع فيه النباتات بشكل أساسي.
من بين هذه الأسواق، صُنفت القيساريات كنصب تاريخي بظهير عام 1935، الذي أنشئ في عهد السلطان محمد بن يوسف (ملك المغرب المستقبلي باسم محمد الخامس)، خلال فترة الاحتلال الفرنسي آنذاك.

## الأسواق الرئيسية في سلا

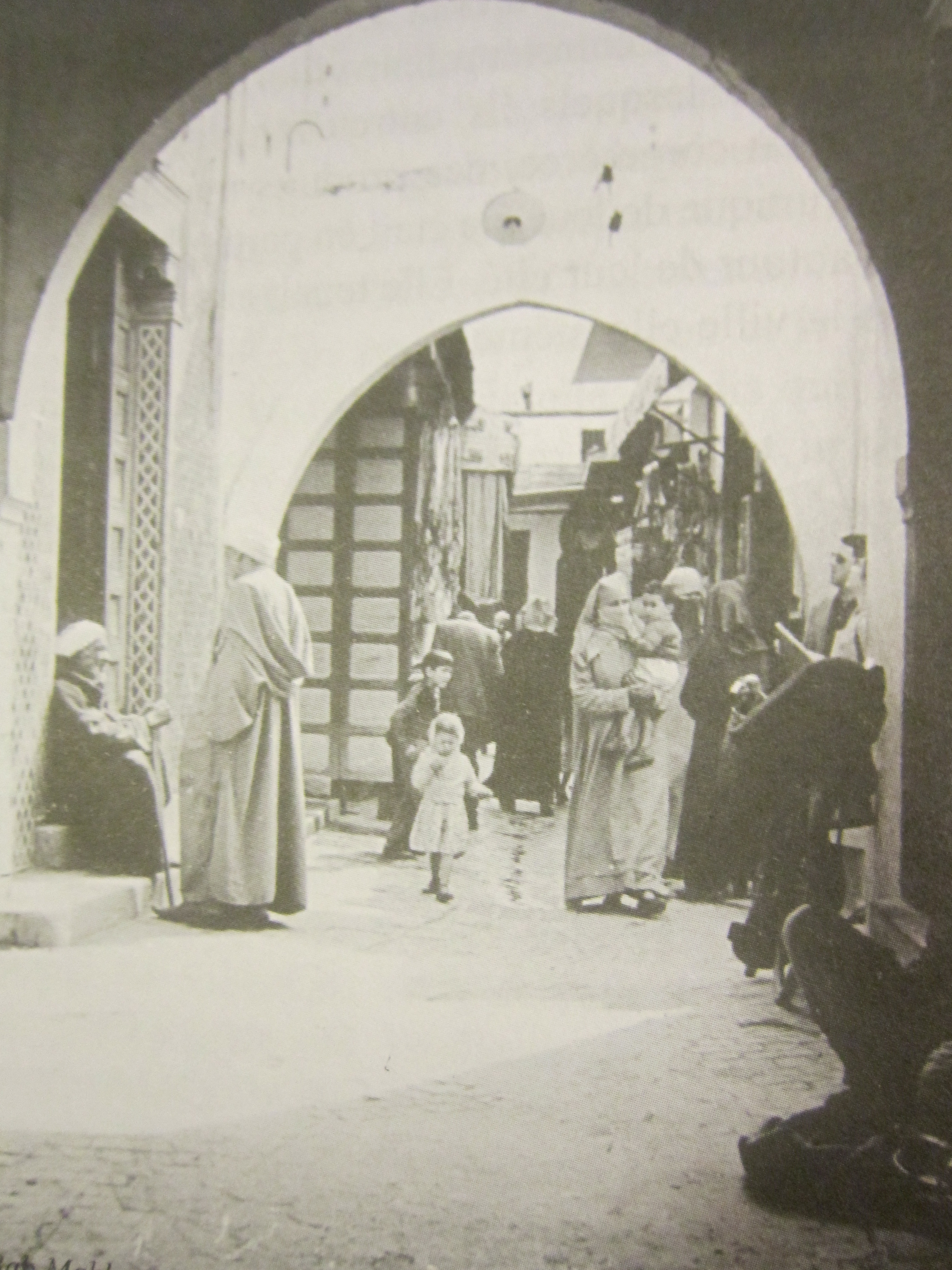
المارستان القديم في طريق سوق الغزل

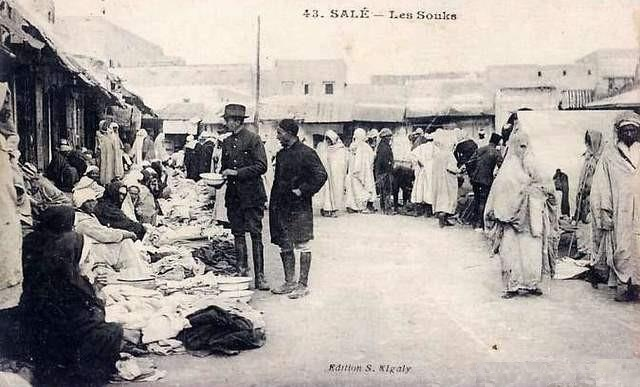
ساحة السوق الكبير حوالي عام 1920

- القيسارية: (سوق الأقمشة) يوجد هنا أيضًا العديد من محلات المجوهرات، حوالي عام 1912 امتدت على مساحة حوالي 2500 متر مربع، وهذا السوق مرتبط بالعديد من الشوارع بشكل رئيسي شارع الخرازين (صانعي الأحذية) وشارع الحراتين (بائعي خيوط الحرير)، به عدة وحدات، تؤدي الوحدة الرئيسية إلى سوق الغزل. وتصنف القيسارية على أنها تراث وطني بظهير عام 1935.[6]
- سوق الغزل: (الغزل تعني الصوف أو حتى عملية غزل الصوف) هو سوق مزاد للصوف الخام أو المصبوغ في أكوام، كما أنها أكبر ساحة في المدينة.[1]
- قيسارية السواري: (سوق الأعمدة) المركز الرئيسي لبيع الأقمشة والصوف ويوجد بها حوالي عشرين محلًا.
- السوق الكبير: سوق الأقمشة والملابس التقليدية (الجلباب، الجبادور، السروال القندريسي، النعال، الطربوش، التكشيطة)، والنجارين، وكان سابقا سوق الرقيق المسيحي.
- سوق السبت
- سوق العطارين: وهم بائعو العلاجات والتوابل والعطور الشعبية
- سوق المرزوق: سوق مخصص للمجوهرات وصانعي السِّلال.
- سوق الخميس: سوق مخصّص للنبات، وهو من الأسواق القديمة في المدينة، فهو موجود منذ عهد الاحتلال الفرنسي.
- سوق المواد الغذائية: سوق مخصص للطعام (الزيتون، الليمون، البهارات، المعجنات، إلخ).[1]
- سوق بائعي المجوهرات: يتكون من عشرة محلات تجارية، ويحتل شارعًا ضيقًا مغطى ينتهي بقوس قوطي بحي المدينة.

## التنظيم الاجتماعي للأسواق
يتم تنظيم الأسواق حسب الحي وحسب المهنة.
- صانع السِّلل: هو حرفي مسؤول عن صنع الأشياء الزخرفية أو النفعية باستخدام قضبان رفيعة ومرنة (الروطان، الحصيرة، القش المنسوج،الرافية، القصب، العصي الخشبية، إلخ) تم اختيارها مسبقًا وفقًا للتأثير المطلوب. للقيام بذلك، يستخدم تقنيات خاصة بالعمل مع ألياف النبات (العقد، الضفائر، التشابك، إلخ).
- الحدّاد: عامل أو حرفي محترف يصنع يدويًا ويجمع قطعًا من المعدن لصنع أشياء يومية. البرونز والفضة هما الأكثر استخدامًا في سلا.
- الدباغ: الشخص الذي تتمثل وظيفته في دباغة الجلود من خلال جلود (لحوم البقر والضأن والماعز) تتم معالجتها كيميائياً وميكانيكياً لإنتاج الجلود.
- لمعلّم: هو حرفي ذو رتبة عالية وتحت مسؤوليته عدد معين من المتدربين الذين يعملون في ورشته.
- الحرفي: عامل يدوي مسؤول عن ترميم الأشياء الزخرفية أو المنفعة. يعمل على أساس الأفكار أو النماذج الشخصية. ومن بين تخصصات هذه المهنة ما يلي:

- - صناعة الفخار
  - النجارة
  - فن السجادة
  - الجلود
  - الأشغال المعدنية
  - أعمال النسيج

- النّاسج: هو حرفي ينسج أنواعًا مختلفة من الخيوط لصنع الأقمشة أو السجاد.
- صانع السلاح: هو شخص يقوم بإصلاح الأسلحة أو تعديلها أو تصميمها أو تصنيعها وفقًا لمواصفات الزّبون، باستخدام الأدوات اليدوية أو الآلات (مثل المخارط والمطاحن).
- الخرّاز (أي الإسكافي): هو الحرفي الذي يصنع الأحذية أو يصلحها.
- الرّقّاص: هو ساعي البريد التقليدي، حيث كان يغطي أحيانًا عدة عشرات من الكيلومترات ويستغرق عدة أيام من المشي لنقل البريد بين المدن.
- الكرّاب: هو حامل مياه، كان يتواجد قديماً على طول الأسواق والساحات، يروي المارّة بالماء البارد
- ناسج السِّلال: وهو الذي ينسج السِّلال من السيقان الرقيقة، ولا سيما كسوة أرضيات المساجد.